# Dasysyrphus latistrigatus
Dasysyrphus latistrigatus är en tvåvingeart som först beskrevs av Meijere 1914.  Dasysyrphus latistrigatus ingår i släktet skogsblomflugor, och familjen blomflugor. Inga underarter finns listade i Catalogue of Life.